# 1763 Williams
1763 Williams è un asteroide della fascia principale. Scoperto nel 1953, presenta un'orbita caratterizzata da un semiasse maggiore pari a 2,1883278 UA e da un'eccentricità di 0,2041516, inclinata di 4,23769° rispetto all'eclittica.
L'asteroide è dedicato a Kenneth P. Williams (1887-1958), professore di matematica all'Università dell'Indiana noto soprattutto per il suo libro The calculation of the orbits of asteroids and comets e per la sua analisi dettagliata dei transiti di mercurio dal 1723 al 1927.